# Coutures (Maine-et-Loire)
Coutures korábbi község Franciaország Loire mente régiójában, Maine-et-Loire megyében. 2016. december 15-én kilenc másik korábbi községgel egyesült és Brissac Loire Aubance új község része lett.
Lakosainak száma 540 fő (2018. január 1.). Coutures Blaison-Saint-Sulpice, Chemellier és Saint-Rémy-la-Varenne községekkel határos.

## Népesség
A település népességének változása:
| Lakosok száma | 425  | 384  | 441  | 481  | 478  | 523  | 534  | 525  | 520  | 540  |
|               | 1968 | 1975 | 1982 | 1990 | 1999 | 2006 | 2011 | 2013 | 2017 | 2018 |